# Internal Bleeding
Internal Bleeding (v překladu vnitřní krvácení) je americká death metalová kapela založená v roce 1991 na Long Islandu v New Yorku. První sestava (která nevydržela dlouho) byla složena z kytaristy Chrise Pervelise, baskytaristy Toma Slobowskiho, zpěváka Briana Richardse, bubeníka Billa Tolleyho a kytaristy Anthonyho Mioly.
Společně s kapelou Suffocation bývá řazena mezi pionýry tzv. slam death metalu.
Debutní studiové album vyšlo po několika průtazích roku 1995 u hudebního vydavatelství Pavement Music a nese název Voracious Contempt.
Jejich texty se zaměřují především na válčení, smrt, nenávist a násilí. 

## Diskografie

### Demo nahrávky
- The One Dollar Demo (1991)
- Invocation of Evil (1992)
- Perpetual Degradation (1994)
- Pure American Fury (2004)

### Studiová alba
- Voracious Contempt (1995, Pavement Music)
- The Extinction of Benevolence (1997, Pavement)
- Driven to Conquer (1999, Pavement)
- Onward to Mecca (2004, Olympic Recordings)
- Imperium (2014, Unique Leader Records)

### Kompilace
- Alien Breed (2001)
- Heritage of Sickness (2012)